# 마이멜로디
마이멜로디(일본어: マイメロディ)는 1975년에 산리오사가 제작한 토끼 의인화 캐릭터이다. 낙천적이며 명랑한 성격을 가지고 있다.

## 같이 보기
- 부탁해! 마이멜로디